# Kofo (Birni N’Gaouré)
Kofo (auch Koffo) ist ein Dorf in der Stadtgemeinde Birni N’Gaouré in Niger.

## Geographie
Das von einem traditionellen Ortsvorsteher (chef traditionnel) geleitete Dorf befindet sich rund 18 Kilometer nordwestlich des urbanen Zentrums von Birni N’Gaouré, der Hauptstadt des Departements Boboye, das zur Region Dosso gehört. Zu den Siedlungen in der näheren Umgebung von Kofo zählen Kodo im Nordwesten, Kanaré, Zagoré und N’Gonga im Nordosten sowie Margou Ganda im Südosten.
Kofo ist Teil der Übergangszone zwischen Sahel und Sudan. Die durchschnittliche jährliche Niederschlagsmenge beträgt hier zwischen 500 und 600 mm. Im Dorf wurden die Vogelarten Mauersegler (Apus apus), Gelbschnabel-Madenhacker (Buphagus africanus), Wiesenweihe (Circus pygargus), Rötelfalke (Falco naumanni) und Grautoko (Lophoceros nasutus) beobachtet.

## Bevölkerung
Bei der Volkszählung 2012 hatte Kofo 404 Einwohner, die in 75 Haushalten lebten. Bei der Volkszählung 2001 betrug die Einwohnerzahl 386 in 51 Haushalten und bei der Volkszählung 1988 belief sich die Einwohnerzahl auf 278 in 37 Haushalten.

## Wirtschaft und Infrastruktur
Mit einem Centre de Santé Intégré (CSI) ist ein Gesundheitszentrum im Ort vorhanden. Es wurde 2008 eröffnet. Es gibt eine Schule im Dorf. Durch Kofo führt die asphaltierte Nationalstraße 1, die mit 1601,7 Kilometern längste Fernstraße Nigers.